# Deuxième circonscription de la Gironde
La deuxième circonscription de la Gironde est l'une des douze circonscriptions législatives françaises que compte le département de la Gironde (33) en région Nouvelle-Aquitaine. Elle est intégralement incluse dans la commune de Bordeaux.

## Description géographique et démographique

### De 1958 à 1986
Le département avait dix circonscriptions.
La deuxième circonscription de la Gironde était composée de :
- canton de Bordeaux-3
- canton de Bordeaux-4 (moins la commune de Talence).

Source : Journal Officiel du 13-14 Octobre 1958.

### Depuis 1988
La deuxième circonscription de la Gironde est délimitée par le découpage électoral de la loi n°86-1197 du 24 novembre 1986, elle regroupe les divisions administratives suivantes :
- canton de Bordeaux-III
- canton de Bordeaux-IV
- canton de Bordeaux-V
- canton de Bordeaux-VII.

Depuis le redécoupage des cantons de 2014, les circonscriptions législatives ne sont plus composées de cantons entiers mais continuent à être définies selon les limites cantonales en vigueur en 2010 (date du dernier redécoupage des circonscriptions). La deuxième circonscription de la Gironde est ainsi composée des cantons actuels suivants : 
- canton de Bordeaux-1,
- canton de Bordeaux-2 (quartiers Tauzin-Alphonse Dupeux, Saint-Seurin, Mériadeck et Gambetta uniquement),
- canton de Bordeaux-3 (quartier Saint-Augustin uniquement)
- canton de Bordeaux-5 (quartier de la Bastide unqiuement).

D'après le recensement de la population de 2019, réalisé par l'Institut national de la statistique et des études économiques (INSEE), la population totale de cette circonscription est estimée à 115 575 habitants,.

## Historique des députations
| Législature | Début de mandat | Fin de mandat  | Député                                                       | Parti politique | Observations |
| ----------- | --------------- | -------------- | ------------------------------------------------------------ | --------------- | --- |
| IXe         | 23 juin 1988    | 1er avril 1993 | Jacques Chaban-Delmas,                                       | RPR,            | |
| Xe          | 2 avril 1993    | 21 avril 1997  | Jacques Chaban-Delmas,                                       | RPR,            | Député jusqu'au 21 avril 1997. Mandat écourté à la suite d'une dissolution parlementaire décidée par Jacques Chirac. |
| XIe         | 12 juin 1997    | 18 juin 2002   | Alain Juppé                                                  | RPR             | |
| XIIe        | 19 juin 2002    | 19 juin 2007   | Alain Juppé puis Hugues Martin,                              | UMP puis UMP,   | Démissionne le 30 septembre 2004 à la suite d'une condamnation judiciaire. Élu le 21 novembre 2004 lors d'une élection partielle.                                                                                       |
| XIIIe       | 20 juin 2007    | 16 juin 2012   | Michèle Delaunay,                                            | PS,             | Emmanuelle Ajon lui succède du 17 au 19 juin 2012, après sa nomination comme dans le gouvernement Ayrault I. |
| XIVe        | 20 juin 2012    | 20 juin 2017   | Michèle Delaunay puis Vincent Feltesse puis Michèle Delaunay | PS              | Remplacée à partir du 22 juillet 2012 à la suite de sa nomination au gouvernement. Suppléant, il est député du 22 juillet 2012 au 2 mai 2014. Non reconduite dans ses fonctions, elle retrouve son siège le 2 mai 2014. |
| XVe         | 21 juin 2017    | 21 juin 2022   | Catherine Fabre                                              | LREM            | |
| XVIe        | 22 juin 2022    | 9 juin 2024    | Nicolas Thierry                                              | EÉLV            | Mandat écourté à la suite d'une dissolution parlementaire décidée par Emmanuel Macron. |
| XVIIe       | 8 juillet 2024  | En cours       | Nicolas Thierry                                              | LÉ              | |

## Détail des élections

### Élection de 1958
| Candidat       | Candidat                  | Parti          | Premier tour | Premier tour | Second tour | Second tour |  |
| Candidat       | Candidat                  | Parti          | Voix         | %            | Voix        | %           |  |
| -------------- | ------------------------- | -------------- | ------------ | ------------ | ----------- | ----------- |  |
|                | Jacques Chaban-Delmas élu | UNR            | 17 725       | 48,03        | 21 282      | 63,23       |  |
|                | Lionel-Max Chassin        | Extrême droite | 7 312        | 19,81        | 8 772       | 26,06       |  |
|                | Norbert Marcacci          | SFIO           | 4 985        | 13,51        | Retrait     | Retrait     |  |
|                | Jacques Lillet            | CNIP           | 3 690        | 10           | Retrait     | Retrait     |  |
|                | Bernard Mazon             | PCF            | 3 193        | 8,65         | 3 602       | 10,7        |  |
|                |                           |                |              |              |             |             |  |
| Inscrits       | Inscrits                  | Inscrits       | 49 020       | 100,00       | 48 977      | 100,00      |  |
| Abstentions    | Abstentions               | Abstentions    | 11 529       | 23,52        | 14 238      | 29,07       |  |
| Votants        | Votants                   | Votants        | 37 491       | 76,48        | 34 739      | 70,93       |  |
| Blancs et nuls | Blancs et nuls            | Blancs et nuls | 586          | 1,56         | 1 083       | 3,12        |  |
| Exprimés       | Exprimés                  | Exprimés       | 36 905       | 98,44        | 33 656      | 96,88       |  |

Le suppléant de Jacques Chaban-Delmas était Jacques Chabrat, industriel.

### Élection de 1962
|                | Jacques Chaban-Delmas sortant réélu | UNR-UDT        | 15 524 | 53,83  |  |  |  |
|                | Roger Lacaze                        | MRP            | 6 197  | 21,49  |  |  |  |
|                | Bernard Mazon                       | PCF            | 3 950  | 13,7   |  |  |  |
|                | André Dubruel                       | UFF            | 3 169  | 10,99  |  |  |  |
|                |                                     |                |        |        |  |  |  |
| Inscrits       | Inscrits                            | Inscrits       | 47 180 | 100,00 |  |  |  |
| Abstentions    | Abstentions                         | Abstentions    | 17 573 | 37,25  |  |  |  |
| Votants        | Votants                             | Votants        | 29 607 | 62,75  |  |  |  |
| Blancs et nuls | Blancs et nuls                      | Blancs et nuls | 767    | 2,59   |  |  |  |
| Exprimés       | Exprimés                            | Exprimés       | 28 840 | 97,41  |  |  |  |

Le suppléant de Jacques Chaban-Delmas était Jacques Chabrat.

### Élection de 1967
| Candidat       | Candidat                            | Parti          | Premier tour | Premier tour | Second tour | Second tour |  |
| Candidat       | Candidat                            | Parti          | Voix         | %            | Voix        | %           |  |
| -------------- | ----------------------------------- | -------------- | ------------ | ------------ | ----------- | ----------- |  |
|                | Jacques Chaban-Delmas sortant réélu | UD-Ve          | 15 493       | 49,6         | 16 720      | 54,91       |  |
|                | Gabriel Taïx                        | FGDS (CIR)     | 6 814        | 21,81        | 13 729      | 45,09       |  |
|                | Adrien Junca                        | CD (PDM)       | 5 205        | 16,66        | Retrait     | Retrait     |  |
|                | Bernard Mazon                       | PCF            | 3 725        | 11,92        |             |             |  |
|                |                                     |                |              |              |             |             |  |
| Inscrits       | Inscrits                            | Inscrits       | 42 252       | 100,00       | 42 255      | 100,00      |  |
| Abstentions    | Abstentions                         | Abstentions    | 10 450       | 24,73        | 11 005      | 26,04       |  |
| Votants        | Votants                             | Votants        | 31 802       | 75,27        | 31 250      | 73,96       |  |
| Blancs et nuls | Blancs et nuls                      | Blancs et nuls | 565          | 1,78         | 801         | 2,56        |  |
| Exprimés       | Exprimés                            | Exprimés       | 31 237       | 98,22        | 30 449      | 97,44       |  |

Le suppléant de Jacques Chaban-Delmas était Jacques Chabrat.

### Élection de 1968
|                | Jacques Chaban-Delmas sortant réélu | UDR (URP)      | 15 956 | 52,22  |  |  |  |
|                | Gabriel Taïx                        | FGDS (CIR)     | 5 431  | 17,78  |  |  |  |
|                | Adrien Junca                        | CD (PDM)       | 5 040  | 16,5   |  |  |  |
|                | Michel Cardoze                      | PCF            | 2 909  | 9,52   |  |  |  |
|                | Bernard Mazon                       | PSU            | 1 217  | 3,98   |  |  |  |
|                |                                     |                |        |        |  |  |  |
| Inscrits       | Inscrits                            | Inscrits       | 40 725 | 100,00 |  |  |  |
| Abstentions    | Abstentions                         | Abstentions    | 9 980  | 24,51  |  |  |  |
| Votants        | Votants                             | Votants        | 30 745 | 75,49  |  |  |  |
| Blancs et nuls | Blancs et nuls                      | Blancs et nuls | 192    | 0,62   |  |  |  |
| Exprimés       | Exprimés                            | Exprimés       | 30 553 | 99,38  |  |  |  |

Le suppléant de Jacques Chaban-Delmas était Jacques Chabrat. Jacques Chabrat, décédé le 26 juillet 1970, avait remplacé Jacques Chaban-Delmas, nommé membre du gouvernement, du 21 juillet 1969 au 26 juillet 1970.

### Élection partielle de 1970
| | Jacques Chaban-Delmas élu     | Sans étiquette | 14 904 | 63,56  |  |  |  |
| | Jean-Jacques Servan-Schreiber | Sans étiquette | 3 891  | 16,59  |  |  |  |
| | François Rivière              | PCF            | 2 024  | 8,63   |  |  |  |
| | Gabriel Taïx                  | CIR            | 1 820  | 7,76   |  |  |  |
| | Laure Lataste                 | PSU            | 320    | 1,36   |  |  |  |
| | Gérard Barthélemy             | LO             | 150    | 0,64   |  |  |  |
| | Hugues Leclère                | ON             | 121    | 0,52   |  |  |  |
| | Micheline Vernhes             | Sans étiquette | 119    | 0,51   |  |  |  |
| | André Demarqc                 | Divers droite  | 98     | 0,42   |  |  |  |
| | Adrien Junca                  | Divers centre  | 3      | 0,01   |  |  |  |
| |                               |                |        |        |  |  |  |
| Inscrits | Inscrits                      | Inscrits       | 38 691 | 100,00 |  |  |  |
| Abstentions | Abstentions                   | Abstentions    | 14 904 | 38,52  |  |  |  |
| Votants | Votants                       | Votants        | 23 787 | 61,48  |  |  |  |
| Blancs et nuls | Blancs et nuls                | Blancs et nuls | 337    | 1,42   |  |  |  |
| Exprimés | Exprimés                      | Exprimés       | 23 450 | 98,58  |  |  |  |
| Source : France, Ministère de l'intérieur. Les Elections législatives . Métropole., la Documentation française, 1974 (lire en ligne) |                               |                |        |        |  |  |  |

Le suppléant de Jacques Chaban-Delmas était Jacques Valade, professeur à l'Université de Bordeaux. Jacques Valade remplaça Jacques Chaban-Delmas, nommé membre du gouvernement, du 20 octobre 1970 au 1er avril 1973.

### Élection de 1973
| Candidat       | Candidat                            | Parti          | Premier tour | Premier tour | Second tour | Second tour |  |
| Candidat       | Candidat                            | Parti          | Voix         | %            | Voix        | %           |  |
| -------------- | ----------------------------------- | -------------- | ------------ | ------------ | ----------- | ----------- |  |
|                | Jacques Chaban-Delmas sortant réélu | UDR (URP)      | 12 570       | 48,56        | 13 748      | 53,43       |  |
|                | Daniel Tran                         | PS (UGSD)      | 5 059        | 19,54        | 8 904       | 34,6        |  |
|                | Adrien Junca                        | CD (MR)        | 4 483        | 17,32        | 3 081       | 11,97       |  |
|                | François Rivière                    | PCF            | 3 166        | 12,23        |             |             |  |
|                | Gérard Barthélemy                   | LO             | 609          | 2,35         |             |             |  |
|                |                                     |                |              |              |             |             |  |
| Inscrits       | Inscrits                            | Inscrits       | 35 428       | 100,00       | 35 381      | 100,00      |  |
| Abstentions    | Abstentions                         | Abstentions    | 9 157        | 25,85        | 9 309       | 26,31       |  |
| Votants        | Votants                             | Votants        | 26 271       | 74,15        | 26 072      | 73,69       |  |
| Blancs et nuls | Blancs et nuls                      | Blancs et nuls | 384          | 1,46         | 339         | 1,3         |  |
| Exprimés       | Exprimés                            | Exprimés       | 25 887       | 98,54        | 25 733      | 98,7        |  |

Le suppléant de Jacques Chaban-Delmas était Jacques Valade.

### Élection de 1978
|                | Jacques Chaban-Delmas sortant réélu | RPR            | 13 238 | 55,27  |  |  |  |
|                | Pierre Biondini                     | PS             | 5 016  | 20,94  |  |  |  |
|                | Claude Scipion                      | PCF            | 2 894  | 12,08  |  |  |  |
|                | Dominique Prost                     | Écologie 78    | 1 174  | 4,9    |  |  |  |
|                | Adrien Junca                        | Divers droite  | 987    | 4,12   |  |  |  |
|                | Gérard Barthélemy                   | LO             | 327    | 1,37   |  |  |  |
|                | Odin Rossignol                      | FN             | 315    | 1,32   |  |  |  |
|                |                                     |                |        |        |  |  |  |
| Inscrits       | Inscrits                            | Inscrits       | 31 640 | 100,00 |  |  |  |
| Abstentions    | Abstentions                         | Abstentions    | 7 441  | 23,52  |  |  |  |
| Votants        | Votants                             | Votants        | 24 199 | 76,48  |  |  |  |
| Blancs et nuls | Blancs et nuls                      | Blancs et nuls | 248    | 1,02   |  |  |  |
| Exprimés       | Exprimés                            | Exprimés       | 23 951 | 98,98  |  |  |  |

Le suppléant de Jacques Chaban-Delmas était Jacques Valade.
Jacques Valade est élu sénateur en 1980.

### Élection de 1981
|                  | Jacques Chaban-Delmas sortant réélu | RPR (UNM)      | 11 133 | 57,91  |  |  |  |
|                  | Christian Danthez                   | PS             | 6 440  | 33,50  |  |  |  |
|                  | Claude Scipion                      | PCF            | 1 372  | 7,14   |  |  |  |
|                  | Henri Péré-Escamps                  | PSU            | 279    | 1,45   |  |  |  |
|                  |                                     |                |        |        |  |  |  |
| Inscrits         | Inscrits                            | Inscrits       | 30 034 | 100,00 |  |  |  |
| Abstentions      | Abstentions                         | Abstentions    | 10 655 | 35,48  |  |  |  |
| Votants          | Votants                             | Votants        | 19 379 | 64,52  |  |  |  |
| Blancs et nuls   | Blancs et nuls                      | Blancs et nuls | 155    | 0,8    |  |  |  |
| Exprimés         | Exprimés                            | Exprimés       | 19 224 | 99,2   |  |  |  |
| Source : CEVIPOF |                                     |                |        |        |  |  |  |

Le suppléant de Jacques Chaban-Delmas était Hugues Martin, conseiller général du canton de Bordeaux-3, conseiller municipal de Bordeaux.

### Élection de 1988
|                | Jacques Chaban-Delmas sortant réélu | RPR (URC)      | 18 091 | 53,88  |  |  |  |
|                | Philippe Rouyer                     | PS             | 10 782 | 32,11  |  |  |  |
|                | Dominique Remy                      | FN             | 2 936  | 8,74   |  |  |  |
|                | Claude Meillier                     | PCF            | 1 770  | 5,27   |  |  |  |
|                |                                     |                |        |        |  |  |  |
| Inscrits       | Inscrits                            | Inscrits       | 55 444 | 100,00 |  |  |  |
| Abstentions    | Abstentions                         | Abstentions    | 21 511 | 38,8   |  |  |  |
| Votants        | Votants                             | Votants        | 33 933 | 61,2   |  |  |  |
| Blancs et nuls | Blancs et nuls                      | Blancs et nuls | 354    | 1,04   |  |  |  |
| Exprimés       | Exprimés                            | Exprimés       | 33 579 | 98,96  |  |  |  |

Le suppléant de Jacques Chaban-Delmas était Hugues Martin.

### Élection de 1993
| Candidat       | Candidat                            | Parti          | Premier tour | Premier tour | Second tour | Second tour |  |
| Candidat       | Candidat                            | Parti          | Voix         | %            | Voix        | %           |  |
| -------------- | ----------------------------------- | -------------- | ------------ | ------------ | ----------- | ----------- |  |
|                | Jacques Chaban-Delmas sortant réélu | RPR (UPF)      | 12 861       | 41,67        | 18 346      | 75,10       |  |
|                | Pierre Sirgue                       | FN             | 3 927        | 12,72        | 6 084       | 24,90       |  |
|                | Daniel Jault                        | PS (ADFP)      | 3 885        | 12,59        |             |             |  |
|                | Pierre Hurmic                       | GÉ (EÉ)        | 3 287        | 10,65        |             |             |  |
|                | Daniel Fedou                        | Divers         | 1 818        | 5,89         |             |             |  |
|                | Claude Mellier                      | PCF            | 1 787        | 5,79         |             |             |  |
|                | François Tournier                   | MRG            | 1 426        | 4,62         |             |             |  |
|                | Micheline Guérini                   | LT-LNÉ         | 692          | 2,24         |             |             |  |
|                | Jean-Pierre Roche                   | Divers         | 671          | 2,17         |             |             |  |
|                | Bernard Couturier                   | LCR            | 426          | 1,38         |             |             |  |
|                | Laurent Sinck                       | PLN            | 85           | 0,28         |             |             |  |
|                |                                     |                |              |              |             |             |  |
| Inscrits       | Inscrits                            | Inscrits       | 52 059       | 100,00       | 52 059      | 100,00      |  |
| Abstentions    | Abstentions                         | Abstentions    | 19 619       | 37,69        | 22 681      | 43,57       |  |
| Votants        | Votants                             | Votants        | 32 440       | 62,31        | 29 378      | 56,43       |  |
| Blancs et nuls | Blancs et nuls                      | Blancs et nuls | 1 575        | 4,86         | 4 948       | 16,84       |  |
| Exprimés       | Exprimés                            | Exprimés       | 30 865       | 95,14        | 24 430      | 83,16       |  |

Le suppléant de Jacques Chaban-Delmas était Hugues Martin.

### Élection de 1997
| Candidat       | Candidat              | Parti          | Premier tour | Premier tour | Second tour | Second tour |  |
| Candidat       | Candidat              | Parti          | Voix         | %            | Voix        | %           |  |
| -------------- | --------------------- | -------------- | ------------ | ------------ | ----------- | ----------- |  |
|                | Alain Juppé élu       | RPR            | 12 158       | 38,57        | 17 827      | 53,99       |  |
|                | Gilles Savary         | PS             | 8 827        | 28           | 15 190      | 46,01       |  |
|                | Pierre Sirgue         | FN             | 3 196        | 10,14        |             |             |  |
|                | Claude Mellier        | PCF            | 1 866        | 5,92         |             |             |  |
|                | Dominique Prost       | Les Verts      | 1 175        | 3,73         |             |             |  |
|                | Corinne Benand        | GÉ             | 1 029        | 3,26         |             |             |  |
|                | René Picard           | LDI (MPF)      | 970          | 3,08         |             |             |  |
|                | Grégoire Théry        | Divers         | 618          | 1,96         |             |             |  |
|                | Richard Zéboulon      | Divers         | 531          | 1,68         |             |             |  |
|                | Bernard Couturier     | LCR            | 529          | 1,68         |             |             |  |
|                | Jean-Michel Gautheron | US4J           | 365          | 1,16         |             |             |  |
|                | José Darroquy         | MDC            | 114          | 0,36         |             |             |  |
|                | Jacques Delmas        | MÉI            | 90           | 0,29         |             |             |  |
|                | Philippe Dubern       | Divers         | 31           | 0,1          |             |             |  |
|                | Serge Diaz            | PLN            | 22           | 0,07         |             |             |  |
|                |                       |                |              |              |             |             |  |
| Inscrits       | Inscrits              | Inscrits       | 50 651       | 100,00       | 50 651      | 100,00      |  |
| Abstentions    | Abstentions           | Abstentions    | 18 168       | 35,87        | 16 239      | 32,06       |  |
| Votants        | Votants               | Votants        | 32 483       | 64,13        | 34 412      | 67,94       |  |
| Blancs et nuls | Blancs et nuls        | Blancs et nuls | 962          | 2,96         | 1 395       | 4,05        |  |
| Exprimés       | Exprimés              | Exprimés       | 31 521       | 97,04        | 33 017      | 95,95       |  |

La suppléante d'Alain Juppé était Françoise Brunet, adjointe au maire de Bordeaux.

### Élection de 2002
| Candidat                     | Candidat                  | Parti            | Premier tour | Premier tour | Second tour | Second tour |  |
| Candidat                     | Candidat                  | Parti            | Voix         | %            | Voix        | %           |  |
| ---------------------------- | ------------------------- | ---------------- | ------------ | ------------ | ----------- | ----------- |  |
|                              | Alain Juppé sortant réélu | UMP (UDF)        | 16 331       | 48,28        | 16 122      | 55,49       |  |
|                              | Marion Paoletti           | PS               | 10 262       | 30,34        | 12 932      | 44,51       |  |
|                              | Chantal Bernard           | FN               | 2 362        | 6,98         |             |             |  |
|                              | Jean-Pierre Dufour        | Les Verts        | 1 921        | 5,68         |             |             |  |
|                              | Claude Mellier            | PCF              | 771          | 2,28         |             |             |  |
|                              | Bernard Couturier         | LCR              | 660          | 1,95         |             |             |  |
|                              | Mireille Capdepont        | Pôle républicain | 433          | 1,28         |             |             |  |
|                              | Jérôme Martin             | CPNT             | 327          | 0,97         |             |             |  |
|                              | Philippe Coat             | GÉ               | 229          | 0,68         |             |             |  |
|                              | Guy Dupont                | LO               | 219          | 0,65         |             |             |  |
|                              | Marie-Jeanne Durin        | MNR              | 121          | 0,36         |             |             |  |
|                              | Serge Collenot            | Divers (PF)      | 77           | 0,23         |             |             |  |
|                              | André Rossard             | Divers gauche    | 50           | 0,15         |             |             |  |
|                              | Michel Authie             | Extrême droite   | 34           | 0,10         |             |             |  |
|                              | Sébastien Jacques         | Divers droite    | 21           | 0,06         |             |             |  |
|                              | José Darroquy             | Sans étiquette   | 9            | 0,03         |             |             |  |
|                              | Bruno Burri               | Sans étiquette   | 0            | 0,00         |             |             |  |
|                              |                           |                  |              |              |             |             |  |
| Inscrits                     | Inscrits                  | Inscrits         | 52 179       | 100,00       | 52 179      | 100,00      |  |
| Abstentions                  | Abstentions               | Abstentions      | 17 925       | 34,35        | 22 279      | 42,7        |  |
| Votants                      | Votants                   | Votants          | 34 254       | 65,65        | 29 900      | 57,3        |  |
| Blancs et nuls               | Blancs et nuls            | Blancs et nuls   | 427          | 1,25         | 846         | 2,83        |  |
| Exprimés                     | Exprimés                  | Exprimés         | 33 827       | 98,75        | 29 054      | 97,17       |  |
| Source : Assemblée nationale |                           |                  |              |              |             |             |  |

La suppléante d'Alain Juppé était Françoise Brunet, UDF, adjointe au maire de Bordeaux.

### Élection partielle de 2004
(à la suite de la démission d'Alain Juppé le 30 septembre 2004).
| Candidat                          | Candidat               | Parti          | Premier tour | Premier tour | Second tour | Second tour |  |
| Candidat                          | Candidat               | Parti          | Voix         | %            | Voix        | %           |  |
| --------------------------------- | ---------------------- | -------------- | ------------ | ------------ | ----------- | ----------- |  |
|                                   | Hugues Martin élu      | UMP            | 8 000        | 43,22        | 11 516      | 51,26       |  |
|                                   | Michèle Delaunay       | PS             | 5 985        | 32,34        | 10 950      | 48,74       |  |
|                                   | Pierre Hurmic          | Les Verts      | 2 076        | 11,22        |             |             |  |
|                                   | Jacques Colombier      | FN             | 1 118        | 6,04         |             |             |  |
|                                   | Claude Mellier         | PCF            | 537          | 2,90         |             |             |  |
|                                   | Bernard Couturier      | LCR            | 275          | 1,49         |             |             |  |
|                                   | Jean-Marc Governatori  | Divers         | 203          | 1,10         |             |             |  |
|                                   | Jean-Pierre Roche      | Sans étiquette | 126          | 0,68         |             |             |  |
|                                   | Christophe Bugeau      | Divers droite  | 54           | 0,29         |             |             |  |
|                                   | Marc-Alexandre Boyer   | Sans étiquette | 49           | 0,26         |             |             |  |
|                                   | Wolfgang-Karl Hausmann | Sans étiquette | 41           | 0,22         |             |             |  |
|                                   | Jacques Dehergne       | Divers         | 29           | 0,16         |             |             |  |
|                                   | Michel Lesbordes       | Sans étiquette | 10           | 0,05         |             |             |  |
|                                   | Jean-Pierre Sevilla    | Sans étiquette | 6            | 0,03         |             |             |  |
|                                   |                        |                |              |              |             |             |  |
| Inscrits                          | Inscrits               | Inscrits       | 52 750       | 100,00       | 52 750      | 100,00      |  |
| Abstentions                       | Abstentions            | Abstentions    | 33 984       | 64,42        | 29 781      | 56,46       |  |
| Votants                           | Votants                | Votants        | 18 766       | 35,58        | 22 969      | 43,54       |  |
| Blancs et nuls                    | Blancs et nuls         | Blancs et nuls | 257          | 1,37         | 503         | 2,19        |  |
| Exprimés                          | Exprimés               | Exprimés       | 18 509       | 98,63        | 22 466      | 97,81       |  |
| Source : Ministère de l'Intérieur |                        |                |              |              |             |             |  |

### Élection de 2007
| Candidat                          | Candidat              | Parti                | Premier tour | Premier tour | Second tour | Second tour |
| Candidat                          | Candidat              | Parti                | Voix         | %            | Voix        | %           |
| --------------------------------- | --------------------- | -------------------- | ------------ | ------------ | ----------- | ----------- |
|                                   | Alain Juppé           | UMP                  | 15 822       | 43,73        | 17 712      | 49,07       |
|                                   | Michèle Delaunay élue | PS                   | 11 346       | 31,36        | 18 382      | 50,93       |
|                                   | Ludovic Guinard       | UDF–MoDem            | 3 006        | 8,31         |             |             |
|                                   | Pierre Hurmic         | Les Verts            | 2 471        | 6,83         |             |             |
|                                   | Jacques Colombier     | FN                   | 1 036        | 2,86         |             |             |
|                                   | Emmanuel Bichindaritz | Extrême gauche (LCR) | 1 012        | 2,80         |             |             |
|                                   | Véronique Vilmont     | PCF                  | 694          | 1,92         |             |             |
|                                   | Jacques Lacube        | Divers               | 221          | 0,61         |             |             |
|                                   | Bruno Alfandari       | diss. UDF            | 212          | 0,59         |             |             |
|                                   | Guy Dupont            | Extrême gauche (LO)  | 178          | 0.49         |             |             |
|                                   | Rose-Marie Lozano     | Divers gauche (MRC)  | 104          | 0,29         |             |             |
|                                   | Christophe Bugeau     | MPF                  | 75           | 0,21         |             |             |
|                                   | Valérie Dorey         | Divers               | 1            | 0,00         |             |             |
|                                   |                       |                      |              |              |             |             |
| Inscrits                          | Inscrits              | Inscrits             | 60 329       | 100,00       | 60 328      | 100,00      |
| Abstentions                       | Abstentions           | Abstentions          | 23 857       | 39,54        | 23 488      | 38,93       |
| Votants                           | Votants               | Votants              | 36 472       | 60,46        | 36 840      | 61,07       |
| Blancs et nuls                    | Blancs et nuls        | Blancs et nuls       | 294          | 0,81         | 746         | 2,02        |
| Exprimés                          | Exprimés              | Exprimés             | 36 178       | 99,19        | 36 094      | 97,98       |
| Source : Ministère de l'Intérieur |                       |                      |              |              |             |             |

### Élection de 2012
| Candidat                          | Candidat                         | Parti                             | Premier tour | Premier tour | Second tour | Second tour |  |
| Candidat                          | Candidat                         | Parti                             | Voix         | %            | Voix        | %           |  |
| --------------------------------- | -------------------------------- | --------------------------------- | ------------ | ------------ | ----------- | ----------- |  |
|                                   | Michèle Delaunay sortante réélue | PS                                | 15 389       | 43,50        | 19 219      | 58,44       |  |
|                                   | Nicolas Florian                  | UMP                               | 12 128       | 34,28        | 13 670      | 41,56       |  |
|                                   | Brigitte Comard                  | FG (PG) (PCF)                     | 2 526        | 7,14         |             |             |  |
|                                   | Marie-Claude Noël                | EÉLV                              | 2 206        | 6,24         |             |             |  |
|                                   | François Jay                     | RBM (FN)                          | 2 042        | 5,77         |             |             |  |
|                                   | Valérie Peny                     | NPA                               | 281          | 0,79         |             |             |  |
|                                   | Julie Donnet                     | AÉI                               | 190          | 0,54         |             |             |  |
|                                   | Christophe Bugeau                | DLR                               | 186          | 0,53         |             |             |  |
|                                   | Jean-Marc Ferrari                | MÉI (Cap21)                       | 155          | 0,44         |             |             |  |
|                                   | Stéphane Boudy                   | Divers gauche (Bordeaux à gauche) | 107          | 0,30         |             |             |  |
|                                   | Guy Dupont                       | LO                                | 97           | 0,27         |             |             |  |
|                                   | Daniel Menuet                    | S&P                               | 68           | 0,19         |             |             |  |
|                                   |                                  |                                   |              |              |             |             |  |
| Inscrits                          | Inscrits                         | Inscrits                          | 62 176       | 100,00       | 62 176      | 100,00      |  |
| Abstentions                       | Abstentions                      | Abstentions                       | 26 429       | 42,51        | 28 555      | 45,93       |  |
| Votants                           | Votants                          | Votants                           | 35 747       | 57,49        | 33 621      | 54,07       |  |
| Blancs et nuls                    | Blancs et nuls                   | Blancs et nuls                    | 372          | 1,04         | 732         | 2,18        |  |
| Exprimés                          | Exprimés                         | Exprimés                          | 35 375       | 98,96        | 32 889      | 97,82       |  |
| Source : Ministère de l'Intérieur |                                  |                                   |              |              |             |             |  |

### Élection de 2017
Les élections législatives se sont déroulées les dimanches 11 et 18 juin 2017.
|                                                                            |                                                                  |                           |                           |                          |                          |
|                                                                            |                                                                  | Premier tour 11 juin 2017 | Premier tour 11 juin 2017 | Second tour 18 juin 2017 | Second tour 18 juin 2017 |
|                                                                            |                                                                  |                           |                           |                          |                          |
|                                                                            |                                                                  | Nombre                    | % des inscrits            | Nombre                   | % des inscrits           |
| Inscrits                                                                   | Inscrits                                                         | 65 995                    | 100,00                    | 65 995                   | 100,00                   |
| Abstentions                                                                | Abstentions                                                      | 32 283                    | 48,92                     | 40 852                   | 61,90                    |
| Votants                                                                    | Votants                                                          | 33 712                    | 51,08                     | 25 143                   | 38,10                    |
|                                                                            |                                                                  |                           | % des votants             |                          | % des votants            |
| Bulletins blancs                                                           | Bulletins blancs                                                 | 207                       | 0,31                      | 2 576                    | 3,90                     |
| Bulletins nuls                                                             | Bulletins nuls                                                   | 113                       | 0,17                      | 818                      | 1,24                     |
| Suffrages exprimés                                                         | Suffrages exprimés                                               | 33 392                    | 50,60                     | 21 749                   | 32,96                    |
|                                                                            |                                                                  |                           |                           |                          |                          |
| Candidat Étiquette politique (partis et alliances)                         | Candidat Étiquette politique (partis et alliances)               | Voix                      | % des exprimés            | Voix                     | % des exprimés           |
|                                                                            |                                                                  |                           |                           |                          |                          |
|                                                                            | Catherine Fabre La République en marche                          | 13 284                    | 39,78                     | 13 874                   | 63,79                    |
|                                                                            | Anne Walryck Les Républicains                                    | 5 274                     | 15,79                     | 7 875                    | 36,21                    |
|                                                                            | Aude Darchy La France insoumise                                  | 4 436                     | 13,28                     |                          |                          |
|                                                                            | Michèle Delaunay (députée sortante) Parti Socialiste             | 3 569                     | 10,69                     |                          |                          |
|                                                                            | Pierre Hurmic Europe Écologie Les Verts                          | 2 684                     | 8,04                      |                          |                          |
|                                                                            | Julie Rechagneux Front national                                  | 1 254                     | 3,76                      |                          |                          |
|                                                                            | Servane Crussière Parti communiste français                      | 635                       | 1,90                      |                          |                          |
|                                                                            | Guillaume Boraud Divers Droite                                   | 406                       | 1,22                      |                          |                          |
|                                                                            | Alexis Azoulai Nouvelle Donne                                    | 372                       | 1,11                      |                          |                          |
|                                                                            | Laurence Couteille Écologiste                                    | 345                       | 1,03                      |                          |                          |
|                                                                            | Hélène Thouy Parti animaliste                                    | 319                       | 0,96                      |                          |                          |
|                                                                            | Christophe Bugeau Debout la France                               | 248                       | 0,74                      |                          |                          |
|                                                                            | Jean-Pierre Etchoimborde Union populaire républicaine            | 191                       | 0,57                      |                          |                          |
|                                                                            | Guy Dupont Lutte ouvrière                                        | 130                       | 0,39                      |                          |                          |
| Alexandre Mahfoudhi Extrême gauche                                         | 90                                                               | 0,27                      |                           |                          |                          |
| Farid Azzoug Parti ouvrier indépendant démocratique                        | 65                                                               | 0,19                      |                           |                          |                          |
|                                                                            | Stéphane Boudy Divers gauche (Parti Indépendant pour la Culture) | 50                        | 0,15                      |                          |                          |
|                                                                            | Daniel Menuet Solidarité et progrès                              | 40                        | 0,12                      |                          |                          |
| Source : Ministère de l'Intérieur - Deuxième circonscription de la Gironde |                                                                  |                           |                           |                          |                          |

### Élection de 2022
| Résultats des élections législatives des 12 et 19 juin 2022 de la 2e circonscription de Gironde |                          |                          |                          |              |              |             |             |
| Candidat                                                                                        | Candidat                 | Parti et coalition       | Nuance                   | Premier tour | Premier tour | Second tour | Second tour |
| Candidat                                                                                        | Candidat                 | Parti et coalition       | Nuance                   | Voix         | %            | Voix        | %           |
|                                                                                                 | Nicolas Thierry,         | EÉLV (NUPES)             | NUP                      | 17 054       | 45,12        | 19 433      | 53,34       |
|                                                                                                 | Catherine Fabre          | LREM (ENS)               | ENS                      | 12 407       | 32,83        | 16 997      | 46,66       |
|                                                                                                 | Emanuelle Cuny,          | LR (UDC)                 | LR                       | 2 799        | 7,41         |             |             |
|                                                                                                 | Pierre Le Camus          | RN                       | RN                       | 1 970        | 5,21         |             |             |
|                                                                                                 | Virginie Tournay         | REC                      | REC                      | 1 879        | 4,97         |             |             |
|                                                                                                 | Maxime Lambert           | LMPA                     | ECO                      | 630          | 1,67         |             |             |
|                                                                                                 | Guy Dupont               | LO                       | DXG                      | 331          | 0,88         |             |             |
|                                                                                                 | Didier Magne             | EPL                      | DIV                      | 319          | 0,84         |             |             |
|                                                                                                 | Honorine Laurent         | PA                       | ECO                      | 296          | 0,78         |             |             |
|                                                                                                 | Bruna Belmondo           | LMR                      | DVD                      | 108          | 0,29         |             |             |
|                                                                                                 | Mikaël Millac            | RRF                      | DVD                      | 1            | 0,00         |             |             |
| Votes valides                                                                                   | Votes valides            | Votes valides            | Votes valides            | 37 794       | 98,68        | 36 430      | 96,31       |
| Votes blancs                                                                                    | Votes blancs             | Votes blancs             | Votes blancs             | 393          | 1,03         | 1 003       | 2,65        |
| Votes nuls                                                                                      | Votes nuls               | Votes nuls               | Votes nuls               | 114          | 0,30         | 393         | 1,04        |
| Total                                                                                           | Total                    | Total                    | Total                    | 38 301       | 100          | 37 826      | 100         |
| Abstention                                                                                      | Abstention               | Abstention               | Abstention               | 33 986       | 47,02        | 34 475      | 47,68       |
| Inscrits / participation                                                                        | Inscrits / participation | Inscrits / participation | Inscrits / participation | 72 287       | 52,98        | 72 301      | 52,32       |

### Élections de 2024
| Candidat                 | Candidat                 | Parti et coalition       | Nuance                   | Premier tour | Premier tour | Second tour | Second tour |
| Candidat                 | Candidat                 | Parti et coalition       | Nuance                   | Voix         | %            | Voix        | %           |
| ------------------------ | ------------------------ | ------------------------ | ------------------------ | ------------ | ------------ | ----------- | ----------- |
|                          | Nicolas Thierry          | LÉ (NFP)                 | UG                       | 26 547       | 49,45        | 27 920      | 59,01       |
|                          | Véronique Juramy         | RE (ENS)                 | ENS                      | 15 610       | 29,08        | 19 391      | 40,99       |
|                          | Flavie Fournier          | RN                       | RN                       | 7 510        | 13,99        |             |             |
|                          | Christine Errera         | LR                       | LR                       | 3 692        | 6,88         |             |             |
|                          | Guy Dupont               | LO                       | EXG                      | 307          | 0,57         |             |             |
|                          | Yanis Iva                | SE                       | EXD                      | 20           | 0,03         |             |             |
|                          | David Pijoan             | NPA-R                    | EXG                      | 0            | 0            |             |             |
|                          |                          |                          |                          |              |              |             |             |
| Votes valides            | Votes valides            | Votes valides            | Votes valides            | 53 686       | 98,67        | 47 311      | 93,76       |
| Votes blancs             | Votes blancs             | Votes blancs             | Votes blancs             | 529          | 0,97         | 2 317       | 4,59        |
| Votes nuls               | Votes nuls               | Votes nuls               | Votes nuls               | 197          | 0,36         | 832         | 1,65        |
| Total                    | Total                    | Total                    | Total                    | 54 412       | 100          | 50 460      | 100         |
| Abstention               | Abstention               | Abstention               | Abstention               | 19 734       | 26,62        | 23 693      | 31,95       |
| Inscrits / participation | Inscrits / participation | Inscrits / participation | Inscrits / participation | 74 146       | 73,38        | 74 153      | 68,05       |